# Yoroa
Yoroa là một chi nhện trong họ Theridiidae.